# Alfred Mansfeld
Alfred (Al) Mansfeld (hebr.אלפרד (אל) מנספלד, ur. 2 marca 1912 w Sankt Petersburgu, w Rosji, zm. 15 marca 2004 w Hajfie, Izraelu) – izraelski architekt.

## Życiorys
Mansfeld urodził się w Sankt Petersburgu w 1912 roku. Jego rodzina przeprowadziła się do Berlina, gdy był dzieckiem. W późniejszych latach właśnie tam rozpoczął studia architektoniczne na Uniwersytecie Technicznym w Berlinie. Po dojściu nazistów do władzy, w 1933 roku, Mansfeld przeniósł się do Paryża i tam w 1935 roku ukończył studia na École Spéciale d'Architecture. Był uczniem Auguste'a Perreta, pioniera budownictwa z betonu.
Po ukończeniu studiów, jeszcze w 1935 roku, Alfred Mansfeld wyemigrował do Palestyny (mandat brytyjski). Tam, w 1949 dołączył do kadry Technionu, gdzie wykładał przez ponad 40 lat, a w latach 1954–1956 pełnił funkcję dziekana wydziału architektury.
W 1935 roku założył także firmę Mansfeld-Kehat Architects, w której zajmował stanowisko starszego partnera. Jego syn Michael Mansfeld pracował na stanowisku partnera.
W 1968 fotografie realizacji jego projektów były wystawiane na zbiorowej wystawie "Architecture of Museums" (pol. Architektura muzeów) w Museum of Modern Art w Nowym Jorku.
W ostatnich latach Alfred Manfseld mieszkał w domu swojego projektu w dzielnicy Karmel w Hajfie, w Izraelu.
Zmarł 15 marca 2004, w swoim domu w Hajfie, w Izraelu.

## Nagrody i odznaczenia
- 1966: Nagroda Izraela w dziedzinie architektury. Mansfeld otrzymał ją wraz z Dorą Gad, z którą zaprojektował wnętrze Muzeum Izraela;
- 1969: "Złota Plakietka" w kategorii Zagraniczni Architekci; Nagroda przyznawana przez Bund Deutscher Architekten (BDA)[6];
- 1971, wybrany na członka Akademii Berlińskiej[6];
- 1976, Nagroda Rechtera za plan dzielnicy Stella Maris w Hajfie[6];
- 1983, wybrany na członka honorowego Akademii Paryskiej[6];
- 2001, nagroda honorowa fod Stowarzyszenia Architektów[6].